# 陈氏牌坊
28°25′43″N 116°17′21″E / 28.42861°N 116.28917°E
陈氏牌坊位于中国江西省进贤县七里乡罗源陈家村，包括昼锦坊和理学名贤坊两座牌坊，2006年被列为第六批全国重点文物保护单位。
明永乐初年，陈家人陈谟参与编修《永乐大典》，后出任四川右参政。永乐八年（1410年），地方官为陈谟立昼锦坊。明末，陈谟后裔陈良言、陈应元、陈良训有功于朝廷，地方官又于崇祯十年（1637年）为他们立理学名贤坊。
昼锦坊四柱三间，砖混结构，高5.12米，面阔8.08米，正中两柱间宽3.7米，中间开门，两边封闭。门高2.8米，宽1.7米。门上石匾中间为“晝錦”两大字，右小字“兵科給事中高旭 進賢縣知縣佘曜 為”，左小字“四川右參政陳謨立 永樂八年季春月吉旦”，均为楷书。石匾周围浮雕动物、花卉等，工艺精美。
理学名贤坊位于昼锦坊南侧12.25米处，两者按同一中轴线排列。坊为四柱三间，木结构，高5.96米，面阔9.56米。四柱前各有石狮一对利于柱前后，柱间不封闭，共三门。中间上方木匾为“理學名賢”四大字，旁有“崇禎十年”等小字，右侧木匾为“科甲濟美”四大字，左侧为“明經傳芳”四大字。穿枋上为“米”字形斗栱，顶为庑殿式，盖陶灰瓦。